# 郑州公交1路
郑州公交1路是郑州市内一条公共汽车线路，开通于1954年2月1日，由华山路公交站至郑州火车站，由郑州公交集团第一运营公司运营，是郑州公交最早的三条线路之一，被称为“老1路”。

## 线路历史
1954年2月1日，郑州市公共汽车正式通车运营，本线为当时开通的三条线路之一，从二七广场出发，经解放东路、铭功路、大石桥、五里堡至郑棉一厂。1955年，郑州公交线路第一次大调整，本线改由火车站发车，终点站延伸至郑棉六厂。
1990年时，本线线路为汽车一场-火车站，途经建设路、嵩山路、陇海西路、一马路。2004年12月，1路的配车更换为30台宇通ZK6108HG型二级踏步公交车。
2016年3月9日起，因应郑州快速公交B5路开通运营，本线恢复行走陇海路，并在陇海路沿线停靠快速公交站点，成为B5路的一条支线，可与B5路及其他进快速公交专用站台的线路免费换乘。

## 线路基本资料

### 线路走向
- 下行：华山路公交站→火车站南港湾
  - 自华山路公交站起，经华山路、建设西路、嵩山南路、陇海中路、陇海东路、钱塘路、敦睦路、大同路，至火车站南港湾止。
- 上行：火车站→华山路公交站
  - 自火车站南港湾起，经一马路、陇海东路、陇海中路、嵩山南路、建设西路、华山路，至华山路公交站止。

### 服务时间
- 华山路公交站：06:00～21:00
- 火车站南港湾：06:00～21:00

### 收费
- 全程单价人民币1元，无人售票，支持绿城通（普通储值卡8折，成人月票5折，学生月票2.5折，老年卡免费）、微信/支付宝乘车码及银联云闪付。

### 与郑州地铁的换乘
- █ 1号线：碧沙岗、五一公园、秦岭路
- █ 5号线：五一公园

### 停站

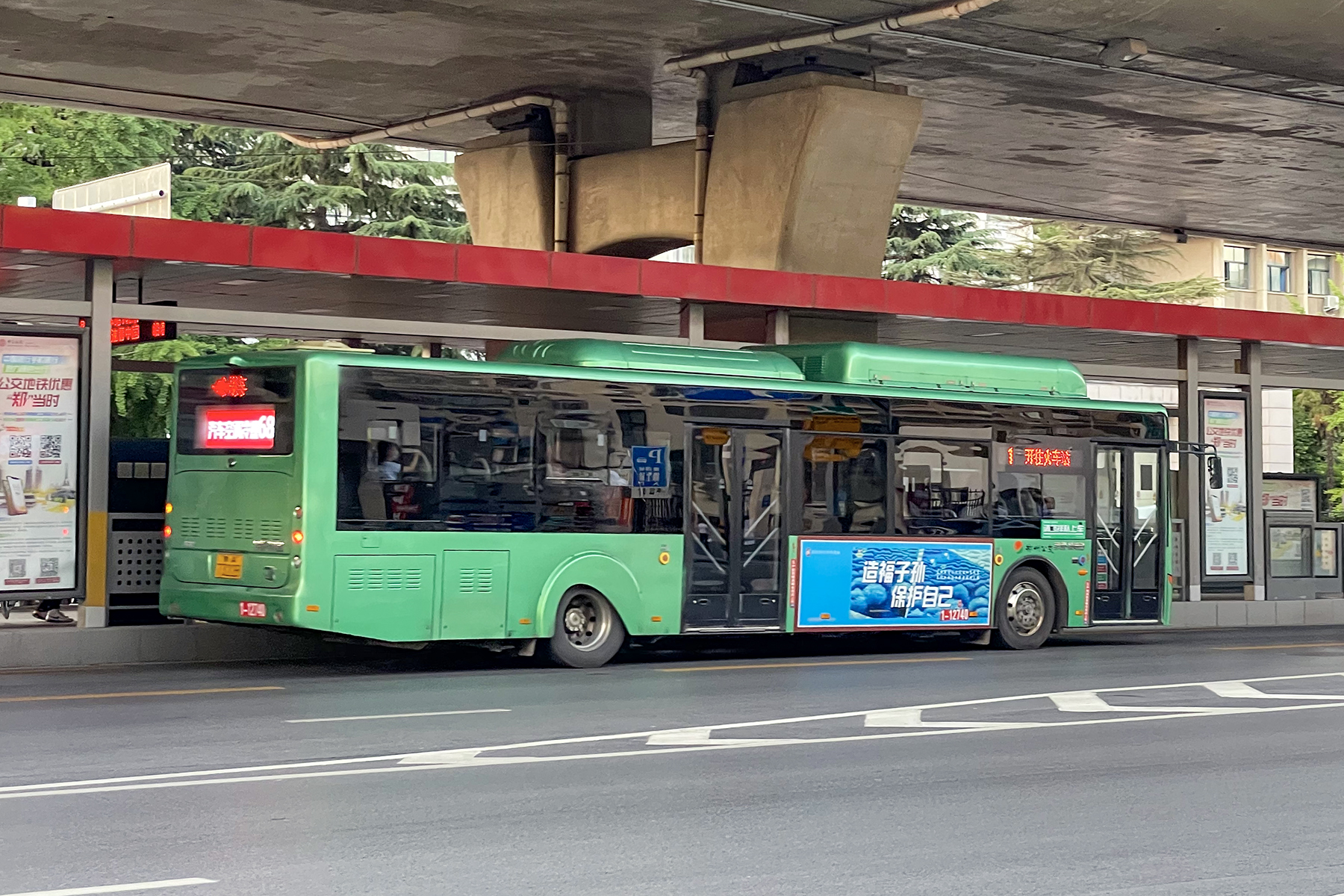
停靠在郑州快速公交陇海路嵩山路站站台的1路

1路上下行各停靠站点如下表所示：
| 下行站序 | 上行站序 | 站名                 | BRT同站台换乘     | 所在道路 | 轨交换乘                                             | 周边地点                                                               |
| 1        | 18       | 华山路公交站         | -                 | 华山路   |                                                      | 中晟银泰国际中心、中原万达广场                                         |
| 2        | 17       | 华山路岗坡路         | -                 | 华山路   | 芝麻街1958双创园、郑州市第七十中学、华山公寓         |                                                                        |
| ↓        | 16       | 华山路建设路         | -                 | 华山路   | 华山名郡、郑州煤矿机械制造技工学校                   |                                                                        |
| 3        | ↑        | 汽车客运西站         | -                 | 建设西路 | 1 秦岭路                                             | 郑州客运西站、西元国际广场                                             |
| ↓        | 15       | 建设路秦岭路         | -                 | 建设西路 | 1 秦岭路                                             | 郑州市金融学校                                                         |
| 4        | ↑        | 建设路国棉六厂       | -                 | 建设西路 |                                                      | 河南五建集团                                                           |
| 5        | 14       | 建设路桐柏路         | -                 | 建设西路 | 15 五一公园                                          | 郑州市第二十四中学、绿城数码大厦                                       |
| 6        | 13       | 建设路文化宫路       | -                 | 建设西路 | 15 五一公园                                          | 盛润美丽源、五一公园、国棉三厂家属院                                   |
| 7        | 12       | 建设路工人路         | -                 | 建设西路 | 1 碧沙岗                                             | 鑫苑国际广场、国棉四厂家属院                                           |
| ↓        | 11       | 碧沙岗               | -                 | 建设西路 | 1 碧沙岗                                             | 泰隆大厦、国棉五厂家属院、郑州艺术宫                                   |
| 8        | 10       | 碧沙岗公园西门       | -                 | 嵩山南路 |                                                      | 碧沙岗公园、中原商贸城                                                 |
| 9        | 9        | 绿城广场             | -                 | 嵩山南路 | 绿城广场、嵩阳饭店                                   |                                                                        |
| 10       | 8        | 嵩山路伊河路         | -                 | 嵩山南路 | 河南省图书馆、河南工业大学嵩山路校区、郑州机械研究所 |                                                                        |
| ↓        | 7        | 嵩山路陇海路         | -                 | 嵩山南路 | 兴华中学、泰德城                                     |                                                                        |
| 11       | ↑        | 陇海路嵩山路站 (BRT) | 216、B5、B502     | 陇海中路 | 兴华中学、泰德城                                     |                                                                        |
| 12       | 6        | 陇海路淮北街站 (BRT) | 82、216、B5、B502 | 陇海中路 | 郑州市第十九中学、郑州市骨科医院                     |                                                                        |
| 13       | 5        | 陇海路大学路站 (BRT) | 216、B5、B502     | 陇海中路 | 长城康桥华城                                         |                                                                        |
| 14       | 4        | 陇海路庆丰街站 (BRT) | 216、B5、B502     | 陇海中路 | 鑫苑鑫都汇、铁道陇海家园、幸福社区                   |                                                                        |
| 15       | 3        | 陇海路京广路站 (BRT) | 216、B5、B501     | 陇海中路 | 中国铁路郑州局集团                                   |                                                                        |
| 16       | ↑        | 锦荣商贸城           | -                 | 钱塘路   | 锦荣商贸城、银基广场、郑州世贸购物中心               |                                                                        |
| ↓        | 2        | 一马路陇海路         | -                 | 一马路   | 郑州世贸购物中心                                     |                                                                        |
| 17       | 1        | 火车站南港湾         | -                 | 一马路   | 郑州站                                               | 郑州站东广场、郑州长途汽车中心站、格林兰大酒店、中原大厦、郑州邮政大楼 |